# 长带蛤属
长带蛤属（学名：Agriodesma）为波浪蛤科的一个属。
现为（Entodesma Philippi, 1845）的异名。

## 物种
本属包括以下物种：
- 舟形长带蛤 Agriodesma navicula Adams et Reeve, 1850